# Parafia Matki Bożej Jasnogórskiej w Szczecinie
Parafia pod wezwaniem Matki Bożej Jasnogórskiej w Szczecinie – parafia rzymskokatolicka należąca do dekanatu Szczecin-Pomorzany, archidiecezji szczecińsko-kamieńskiej, metropolii szczecińsko-kamieńskiej. Jedna z parafii rzymskokatolickich w Szczecinie. Została erygowana w 1985. Siedziba parafii mieści się w Szczecinie przy ulicy Orawskiej.

## Kościół parafialny
Kościół pw. Matki Bożej Jasnogórskiej w Szczecinie